# Villa des mystères (roman)
Pour les articles homonymes, voir Villa des mystères.
Ne doit pas être confondu avec La Villa des mystères, le roman de Federico Andahazi
Villa des mystères (The Villa of the Mysteries) est un roman britannique publié par David Hewson (en) en 2004. Il a été publié en français pour la première fois en 2007 aux éditions Le Cherche midi.

## Résumé

### Mise en place de l'intrigue
Deux touristes américains découvrent en banlieue de Rome le cadavre d'une adolescente morte il y a seize ans et dont le corps a été préservé par la tourbe. Elle semble avoir été assassinée à la suite d'un rituel dionysiaque pratiqué à l'époque de l'Empire romain et que quelqu'un a l'intention de vouloir ressusciter aujourd'hui. La jeune fille se nommait Eleanor Jamieson et était la belle-fille d'un ancien membre de la pègre américaine, Vergil Wallis. 
Nic Costa, un policier qui revient de loin à la suite d'une précédente affaire, est mis sur l'enquête.
Quelques jours plus tard, une touriste britannique, Miranda Julius, fait part de la disparition de sa fille Suzi, partie à moto avec un inconnu. Falcone, le patron de la police, croit qu'il ne s'agit que d'une fugue mais Nic Costa a de bonnes raisons de penser que le même sort qu'Eleanor Jamieson attend Suzi. 

### L'enquête
Alors qu'il enquête sur les rituels anciens, le médecin légiste, Teresa Lupo, interroge l'auteur d'un important ouvrage sur ces rituels, Randolph Kirk. Celui-ci est assassiné d'une balle dans la tête par un mystérieux motard presque sous ses yeux. Ce motard tente ensuite de l'abattre mais il est tué dans un accident de moto. On découvre avec stupeur qu'il s'agit d'une policière, Barbara Martelli. 
On découvre que Randolph Kirk et Barbara Martelli avaient des liens avec la mafia. Barbara elle-même est la fille d'un ripoux retraité, Toni. 
Emilio Neri, un chef de la mafia romaine, semble impliqué dans l'affaire. La police découvre qu'il avait des rapports froids avec Vergil Wallis, le beau-père d'Eleanor. Le dossier archéologique de Randolph Kirk est décortiqué. On y découvre des photos d'Eleanor, de Barbara, de Vercillo (un comptable de Neri qui vient d'être assassiné), ainsi que du fils de Neri, Mickey. La police sent de plus en plus que la jeune personne enlevée, Suzi Julius, est réellement en danger.
La police a découvert chez Vercillo tout un dossier concernant Emilio Neri pouvant le mettre très vite derrière les barreaux. Neri lui-même a des problèmes avec son fils et sa femme qui semblent coucher ensemble. Il fuit sa villa mais la fait exploser pendant que des policiers sont en train de l'inspecter. Il y a des morts dans l'attentat. Puis, Nic Costa, qui suivait une piste, est assommé et enlevé. Lorsqu'il se réveille, il se retrouve enfermé dans une cave avec Miranda Julius. 

### Dénouement et révélations finales
La police se rend compte qu'elle s'est fourvoyée. Vergil Wallis, Emilio Neri, Randolph Kirk, Vercillo, Toni Martelli, ont tous participé il y a seize ans au rituel dionysiaque qui s'est terminé par l'assassinat d'Eleanor Jamieson. Parmi les filles ayant participé au rituel, il y a eu Barbara Martelli, Miranda Julius et Adele, la femme de Neri. Elles cherchent maintenant à se venger des hommes qui ont participé à leur humiliation. Voilà pourquoi Kirk et Vercillo sont morts. Le père de Barbara est tué par Adele. Vergil Wallis et Emilio Neri se retrouvent dans l'ancienne villa des mystères de Rome, où a eu lieu le rituel, pour un règlement de comptes peu commun.

## Personnages
- Nic Costa : inspecteur à Rome. Principal enquêteur dans l'affaire Suzi Julius.

- Gianni Peroni : commissaire de police à Rome. Vétéran. Compagnon de Nic Costa.

- Leo Falcone : patron de Nic Costa et de Gianni Peroni.

- Bobby et Lianne Dexter : couple américain vivant à Seattle. Passent leurs vacances à Rome. Découvrent le cadavre d'Eleanor Jamieson.

- Barbara Martelli : policière à Rome. Fille de Toni Martelli. Tuée dans un accident après qu'elle a tenté d'assassiner Teresa Lupo. Meurtrière de Randolph Kirk. Elle a participé au rituel dionysiaque il y a seize ans.

- Teresa Lupo : médecin légiste.

- Silvio Di Capua : assistant de Teresa Lupo.

- Emilio Neri : parrain de la mafia à Rome. Il a une jeune femme, Adele, qui le trompe avec son fils Mickey. L'un des hommes ayant participé au rituel dionysiaque il y a seize ans.

- Adele Neri : femme d'Emilio Neri. Il a participé au rituel dionysiaque il y a seize ans. Meurtrière de Toni Martelli.

- Mickey Neri : fils d'Emilio Neri qu'il a eu d'un premier mariage. Accusé à tort du meurtre d'Eleanor Jamieson. Complice d'Adele dans le meurtre de Toni Martelli.

- Eleanor Jamieson : elle habitait chez son beau-père, un Américain mafieux du nom de Vergil Wallis. Elle est retrouvée morte assassinée en banlieue de Rome seize ans après sa disparition.

- Miranda Julius : ce n'est pas son vrai nom. Elle se dit photographe habitant Londres. Dit être témoin de l'enlèvement de sa fille Suzi alors qu'elle a tout inventé. Elle a participé au rituel dionysiaque il y a seize ans. Organise un règlement de comptes contre les hommes qui l'ont humiliée.

- Bruno Bucci : gangster originaire de Turin au service d'Emilio Neri.

- Rachele D'Amato : une des bonzes de la DIA. Ancienne maîtresse de Falcone.

- Vergil Wallis : ancien membre de la pègre américaine bien que rien n'ait jamais été prouvé contre lui. Depuis sa retraite, il fait la navette entre l'Italie et le Japon. Beau-père d'Eleanor Jamieson. L'un des hommes ayant participé au rituel dionysiaque il y a seize ans.

- Randolph Kirk : archéologue. Fait des recherches à Ostie. Il a écrit un livre sur les rites dionysaques et la Villa des mystères, haut lieu de ce culte. Assassiné par Barbara Martelli. Un des hommes ayant participé au rituel dionysiaque il y a seize ans.

- Buniamino Vercillo : comptable d'Emilio Neri. Tué par Miranda Julius. Un des hommes ayant participé au rituel dionysiaque il y a seize ans.

- Toni Martelli : ancien policier corrompu. Père de Barbara Martelli. Tué par Adele Neri et Mickey Neri. Un des hommes ayant participé au rituel dionysiaque il y a seize ans.

- Regina Morrison : Écossaise. Administatrice de l'université à Rome. Patronne de Randolph Kirk.